# Maksim Tran'kov
Maksìm Leonìdovič Tran'kòv (in russo Максим Леонидович Траньков?, traslitterazione anglosassone approssimata: Maxim Leonidovich Trankov; Perm', 7 ottobre 1983) è un pattinatore artistico su ghiaccio russo.
Con la partner Tat'jana Volosožar ha vinto tre campionati europei (2012, 2013 e 2014), un'edizione del Grand Prix e due campionati nazionali russi, oltre a due medaglie d'oro olimpiche a Soči 2014: una nella gara a squadre ed una nella competizione delle coppie di artistico.
Con la precedente partner Marija Muchortova, con cui ha gareggiato fino al 2010, ha vinto due campionati nazionali russi.

## Palmarès

### Con Volosozhar
| Risultati | Risultati      | Risultati      | Risultati      | Risultati      | Risultati      | Risultati      | Risultati      |
| Internazionali | Internazionali | Internazionali | Internazionali | Internazionali | Internazionali | Internazionali | Internazionali |
| Evento | 2010–11        | 2011–12        | 2012–13        | 2013–14        | 2014–15        | 2015–16        | 2016–17        |
| --- | -------------- | -------------- | -------------- | -------------- | -------------- | -------------- | -------------- |
| Giochi olimpici invernali |                |                |                | 1°             |                |                |                |
| Campionati mondiali | 2°             | 2°             | 1°             |                |                | 6°             |                |
| Campionati europei |                | 1°             | 1°             | 1°             |                | 1°             |                |
| GP Finale |                | 2°             | 1°             | 2°             |                |                |                |
| GP Trophée Eric Bompard |                | 1°             |                |                |                | 1°             |                |
| GP Cup of China |                |                |                |                | R              |                |                |
| GP NHK Trophy |                |                |                | 1°             |                | R              |                |
| GP Rostelecom Cup |                |                | 1°             |                |                |                |                |
| GP Skate America |                |                | 1°             | 1°             | R              |                |                |
| GP Skate Canada |                | 1st            |                |                |                |                |                |
| Nebelhorn Trophy |                | 1°             | 1°             | 1°             |                | 1°             |                |
| Ondrej Nepela Trophy |                | 1°             |                |                |                |                |                |
| Mont Blanc Trophy | 1°             |                |                |                |                |                |                |
| Nazionali |                |                |                |                |                |                |                |
| Campionati russi | 1°             |                | 1°             |                |                | 1°             | R              |
| Eventi a squadre |                |                |                |                |                |                |                |
| Giochi olimpici invernali |                |                |                | 1° S 1° P      |                |                |                |
| World Team Trophy |                |                | 4° S 1° P      |                |                |                |                |
| GP = Grand Prix S = Risultato della squadra; P = Risultato personale; Medaglie assegnate solo per il risultato della squadra. |                |                |                |                |                |                |                |

### Con Mukhortova

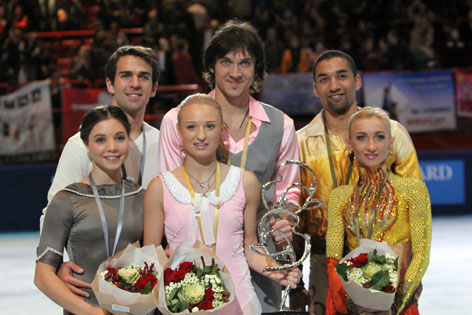
Trankov e la sua prima partner Maria Mukhortova al Trophée Eric Bompard 2009

| Risultati                                                                          | Risultati      | Risultati      | Risultati      | Risultati      | Risultati      | Risultati      | Risultati      |
| Internazionali                                                                     | Internazionali | Internazionali | Internazionali | Internazionali | Internazionali | Internazionali | Internazionali |
| Evento                                                                             | 2003–04        | 2004–05        | 2005–06        | 2006–07        | 2007–08        | 2008–09        | 2009–10        |
| ---------------------------------------------------------------------------------- | -------------- | -------------- | -------------- | -------------- | -------------- | -------------- | -------------- |
| Giochi olimpici invernali                                                          |                |                |                |                |                |                | 7°             |
| Campionati mondiali                                                                |                |                | 12°            | 11°            | 7°             | 5°             | 4°             |
| Campionati europei                                                                 |                |                |                |                | 2°             | 3°             | 3°             |
| GP Finale                                                                          |                |                |                |                |                | 6°             | 4°             |
| GP Trophée Eric Bompard                                                            |                |                |                |                | 3°             | 2°             | 1°             |
| GP Cup of Russia                                                                   |                | 6°             | 4°             | 7°             | 4°             |                |                |
| GP Skate America                                                                   |                |                |                | 5°             |                | 3°             |                |
| GP Skate Canada                                                                    |                |                | 7°             |                |                |                | 2°             |
| Finlandia Trophy                                                                   |                |                |                |                | 1°             |                |                |
| Nebelhorn Trophy                                                                   |                |                |                |                |                | 2°             |                |
| Universiadi                                                                        |                | 3°             |                |                |                |                |                |
| Internazionali: Junior                                                             |                |                |                |                |                |                |                |
| Campionati mondiali                                                                | 3°             | 1°             |                |                |                |                |                |
| JGP Finale                                                                         | 3°             | 1°             |                |                |                |                |                |
| JGP Cina                                                                           |                | 1°             |                |                |                |                |                |
| JGP Repubblica Ceca                                                                | 1°             |                |                |                |                |                |                |
| JGP Germania                                                                       |                | 1°             |                |                |                |                |                |
| JGP Polonia                                                                        | 1°             |                |                |                |                |                |                |
| Nazionali                                                                          |                |                |                |                |                |                |                |
| Campionati russi                                                                   | 1° J.          | R              | 3°             | 1°             | 2°             | 2°             | 2°             |
| GP = Grand Prix; JGP = Junior Grand Prix J. = Categoria Junior level; R = Ritirati |                |                |                |                |                |                |                |